# Nino Antonellini
Nino Antonellini (Narzole, 1907 – Roma, 1994) è stato un musicista italiano.
Fu direttore del coro sinfonico della RAI dal 1952 e fondatore del suo coro da camera. Dal 1950 al 1970 insegnò al Conservatorio S. Cecilia  di Roma e dal 1970 al 1973 diresse il conservatorio Benedetto Marcello di Venezia.